# 1753 у літературі

## Книги
- «Історія сера Чарльза Ґрандісона» (англ. «The History of Sir Charles Grandison») — роман Семюела Річардсона.

### П'єси
- «Молюккеіда» (італ. «La Moluccheide») — комедія Джакомо Казанови.
- «Трактирниця» (італ. «La locandiera») — комедія Карло Ґольдоні.

## Народились
- 8 травня — Філліс Вітлі, афроамериканська поетеса.
- 26 червня — Антуан де Рівароль, французький письменник.

## Померли
- 14 січня — Джордж Берклі, ірландський філософ.
- 23 травня — Урсула-Франціска Радзивілл, польська поетеса.